# Howard Hill
Howard Hill (* 13. November 1899 in Wilsonsville, Alabama; † 4. Februar 1975 in Birmingham, Alabama) war ein amerikanischer Bogenschütze sowie technischer Berater bei Mantel-und-Degen-Hollywoodfilmen und Schauspieler.

## Sport
Hill zählte in den späten 1920er- und in den 1930er-Jahren zu den besten Bogenschützen. Er soll bis heute die meisten Bogenschützenturniere gewonnen haben, nämlich 196. An der Auburn University hatte er noch Basketball und Fußball gespielt.

## Film
1938 wurde Hill Berater fürs Bogenschießen in Robin Hood, König der Vagabunden und war Double beim Bogenschießen für Errol Flynn, mit dem er auch befreundet war. Hill schaffte es, einen Apfel aus weiter Distanz mit dem Bogen zu zerteilen. Im Film hatte er auch eine kleine Nebenrolle als Schütze „Owen the Welshman“. Technischer Berater war er für weitere Filme wie Colorado.
Im von ihm mitproduzierten Kurzfilm Sword Fishing von 1939 verkörperte Hill in der Hauptrolle sich selbst. Er fischte dabei mit einem Pfeil einen Fisch. Erzähler war der spätere US-Präsident Ronald Reagan und der Film wurde für einen Oscar als Bester Kurzfilm nominiert.

## Auszeichnungen
Im Jahre 1972 wurde Hill als einer der ersten in die Archery Hall of Fame aufgenommen. Der Pfeil in der Comicserie Green Arrow ist nach ihm benannt.